# Brendan Byrne

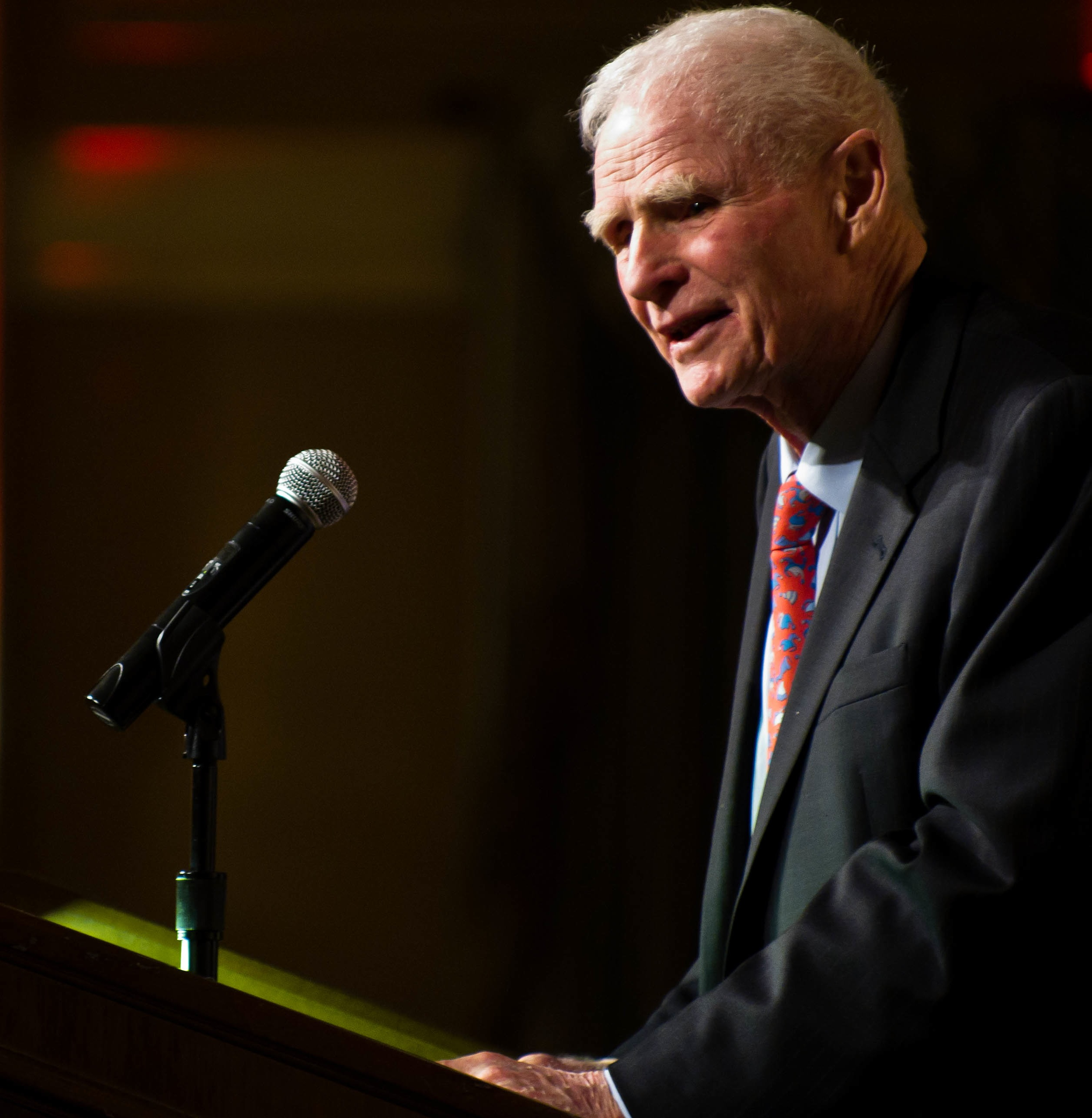
Brendan Byrne (2011)

Brendan Thomas Byrne (* 1. April 1924 in West Orange, New Jersey; † 4. Januar 2018 in Livingston, New Jersey) war ein US-amerikanischer Politiker. Er war von 1974 bis 1982 Gouverneur des Bundesstaates New Jersey.

## Frühe Jahre und politischer Aufstieg
Brendan Byrne besuchte die West Orange High School und anschließend die Seton Hall University. Nach dem amerikanischen Kriegseintritt in den Zweiten Weltkrieg verließ er 1942 diese Universität, um in das Fliegerkorps der US-Armee einzutreten. Während des Krieges wurde er mehrfach mit militärischen Orden ausgezeichnet. Nach dessen Ende studierte Byrne sowohl an der Princeton University als auch in Harvard. Dort machte er 1950 seinen juristischen Abschluss.
Byrne wurde Mitglied der Demokratischen Partei. Zwischen 1955 und 1958 gehörte er dem Beraterstab von Gouverneur Robert B. Meyner an. Von 1958 bis 1959 war er stellvertretender Generalstaatsanwalt von New Jersey. Danach war er Staatsanwalt im Essex County. Dieses Amt bekleidete er von 1959 bis 1968. Die folgenden zwei Jahre war Byrne Vorstand der öffentlichen Versorgungsbetriebe (President of the State Board of Public Utility Commissioners). Von 1970 bis 1973 war er als Richter tätig.

## Gouverneur von New Jersey
Im November 1973 wurde Byrne zum neuen Gouverneur seines Staates gewählt. Er trat dieses Amt am 15. Januar 1974 an und konnte nach einer Wiederwahl im Jahr 1977 bis zum 19. Januar 1982 in diesem Amt verbleiben. In dieser Zeit wurden viele Stellen in der Industrieproduktion abgebaut. Dafür entstanden in anderen Bereichen wie beispielsweise dem Handel neue Arbeitsplätze. Im Jahr 1976 wurde das Wettgeschäft in New Jersey legalisiert und ein Jahr später eröffnete das erste Spielkasino in Atlantic City. Damals wurde auch der Meadowlands Sports Complex errichtet, zu dem unter anderem das Giants Stadium gehört. Gouverneur Byrne setzte sich für die Umwelt ein. 1979 trat der Pineland Preservation Act in Kraft. Byrne war auch Mitglied einiger Gouverneursvereinigungen sowie 1980 Delegierter auf der Democratic National Convention. Von 1974 bis 1982 war er auch Kurator der Princeton University.

## Weiterer Lebenslauf
Nach Ende seiner Gouverneurszeit wurde er an der Princeton University Vorsitzender eines Ausschusses, der sich mit Angelegenheiten zwischen der Universität und New Jersey befasste. Dieses Amt übte Byrne von 1985 bis 1989 aus. Er war Mitglied verschiedener Aufsichtsräte und Partner einer Anwaltsfirma.